# گریناف ریور
گریناف ریور (به انگلیسی: Greenough River) رودخانه‌ای است که در استرالیا جریان دارد.